# Martin Sandkühler
Martin Sandkühler (* 23. November 1927 in Stuttgart; † Februar 2016 in Obermusbach) war ein deutscher Verlagskaufmann, Herausgeber, Autor, Reiseschriftsteller und Übersetzer.
Er war der Sohn des Philologen, Waldorflehrers und Anthroposophen Konrad Sandkühler (1886–1976) sowie der Bruder des Lehrers, Schriftstellers und Übersetzers Bruno Sandkühler (* 1931).

## Leben
Martin Sandkühler wurde in Stuttgart geboren und wuchs hier sowie in Bayern und in Dresden auf. Er besuchte die Waldorfschule seines Vaters und absolvierte in weiterer Folge seine Lehr- und Berufszeit als Schreiner, Zimmermann, Textilkaufmann, Luftfahrtkaufmann und Verlagskaufmann. Als Letzter führte er das Unternehmen Martin Sandkühler Verlagsauslieferungen. Am anthroposophischen Hawkwood College in Stroud, Gloucestershire, studierte er die englische Sprache, Geschichte und Literatur.
Während er in den 1960er Jahren noch vermehrt Reiseberichte schrieb, folgten ab den 1980er Jahren vielfach Veröffentlichungen über den anthroposophischen Ogham Verlag (Verlag am Goetheanum). Des Weiteren übersetzte er Bücher anderer Künstler, darunter St. Bride von den Inseln. Eine keltische Christuslegende (1982) von Fiona MacLeod, Der Wundervogel oder das Geschenk des Geigenbauers (1984) von Donn Kushner oder Das Wunder des Purun Bhagat (1987) von Rudyard Kipling. Daneben schrieb bzw. veröffentlichte er auch diverse Märchen und Legenden.
2011 veröffentlichte er für seine nunmehrige Heimatgemeinde das Buch Im Blickpunkt: Musbach. Nur ein Jahr später kam die fast 600 Seiten lange Autobiographie Vom Früchtchen zum Kern, in der Sandkühler über sich und seine Familie schrieb, auf den Markt.
Im Februar 2016 starb Martin Sandkühler im Alter von 89 Jahren im Rathaus von Obermusbach, in dem er viele Jahre lang gelebt hatte.

## Werke (Auswahl)

### Reiseberichte
- 1963: Einmal mit der Sonne um die Welt
- 1967: Nepal. Eine Reise zum Fuße des Himalayas

### Übersetzungen
- 1982: Fiona MacLeod: St. Bride von den Inseln. Eine keltische Christuslegende
- 1984: Donn Kushner: Der Wundervogel oder das Geschenk des Geigenbauers
- 1987: Rudyard Kipling: Das Wunder des Purun Bhagat

### Als Herausgeber
- 1979: Schon gelesen? – Eine Auswahl guter Kinder- und Jugendbücher
- 1982: Im Leben bestehen. Sprüche und Texte als Lebensbegleiter
- 1989: Sankt Michael – der Gottesheld. Der Erzengel in Mythen, Legenden, Sagen und Erzählungen (herausgegeben und bearbeitet; Neuauflage: 2004; auch auf Niederländisch erschienen)
- 1991: Legenden um Sankt Martin (verschiedene Auflagen bis 2020)
- 2000: Sonnengesänge aus den vier Winden. Hymnen, Gedichte, Texte und Gebete zur Lobpreisung der Sonne
- 2000: Wasser. Elixier des Lebens. Texte, Gedichte und Sprüche über das lebenserhaltene Element
- 2000: Harfenklänge. Keltische Liebeslieder, Hymnen und Anrufungen
- 2001: Eulenspiegel, Palmström und Co. Humoristische Texte, Geschichten, Sprüche, Anekdoten, Gedichte, Limericks und Marterlsprüche
- 2001: Das Wunder der Christnacht und die Zwölf Heiligen Nächte
- 2004: Schmetterlinge – Himmelsboten. Texte und Gedichte aus dem Reich der Falter
- 2010: Bilder ihres Lebens. Gedenkheft für die verstorbenen Klassenfreunde

### Weitere Veröffentlichungen
- 1985: Nikolauslegenden. Aus dem Leben und Wirken des Heiligen und Bischofs von Myra (Neuauflage: 1995; verschiedene Auflagen bis 2022)
- 1986: Hase Langohr und seine lustigen Abenteuer. Aus dem Märchenschatz nordamerikanischer Indianer (ausgewählt und nacherzählt)
- 1988: Adventslegenden (Neuauflage: 2016)
- 1992: Erde ich spüre dich. Umwelt im Spiegel – ein ökologisches Spruchbüchlein
- 1995: Das Lichtschwert oder Die Geschichte des Königs vom Wasserfall
- 1996: Im Anderen sich finden. Gedichte, Sprüche und Texte zur menschlichen Begegnung
- 2008: Wunder an Fäden
- 2010: Fremder im schwarzen Zelt (Vignetten nach Vorlagen von Gerda-Abikha Sandkühler)
- 2011: Im Blickpunkt: Musbach[1]
- 2012: Vom Früchtchen zum Kern